# Szent Mihály és Gábriel arkangyalok fatemplom (Bányika)
A bányikai Szent Mihály és Gábriel arkangyalok fatemplom műemlékké nyilvánított épület Romániában, Szilágy megyében. A romániai műemlékek jegyzékében az  SJ-II-m-A-05011 sorszámon szerepel.